# Tomasz Duszyński

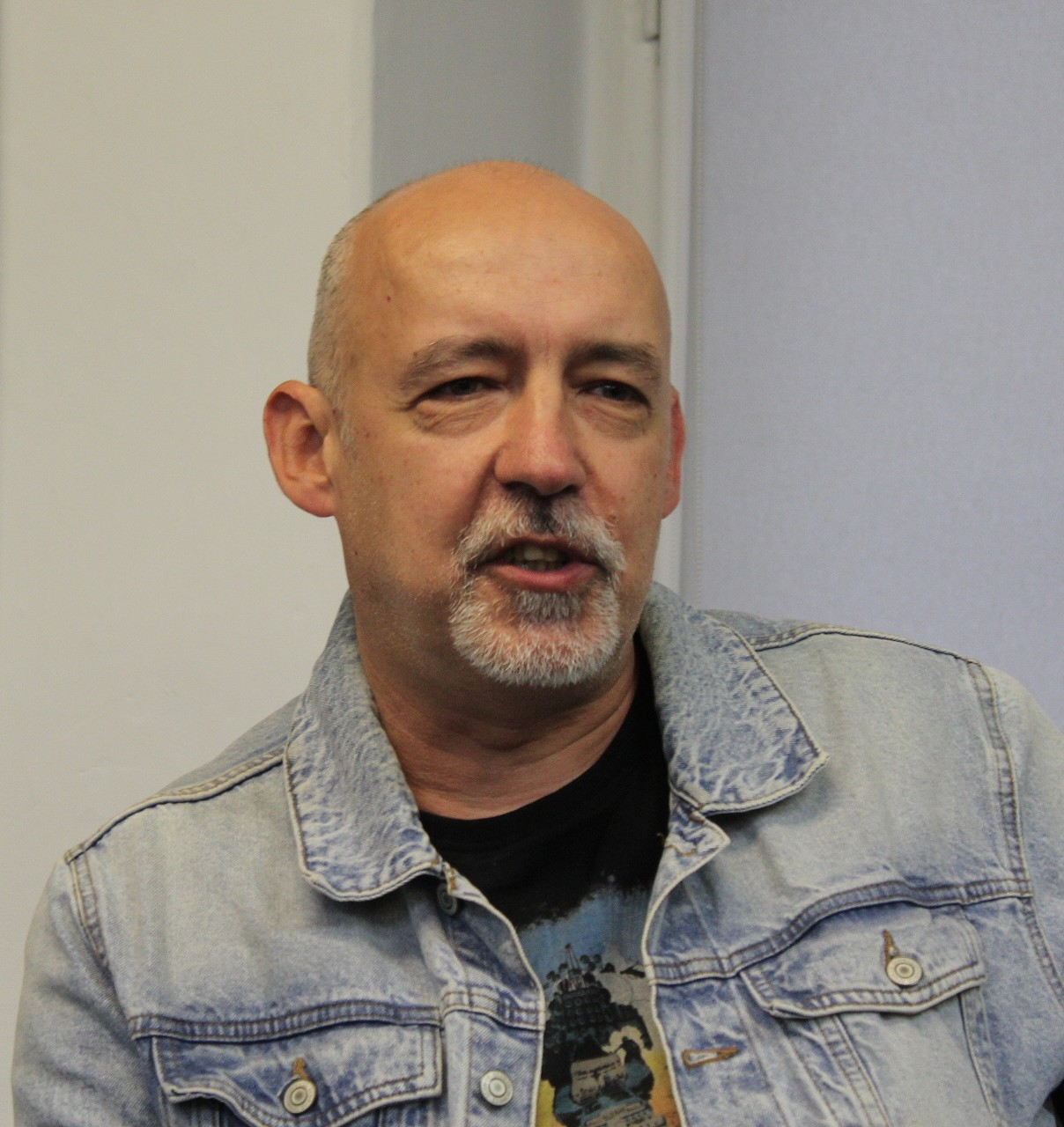
Tomasz Duszyński (2025)

Tomasz Duszyński (* 1976 in Strzelin, Polen) ist ein polnischer Schriftsteller, Journalist und Drehbuchschreiber, dessen Werke mehrmals ausgezeichnet wurden.

## Leben
Tomasz Duszyński debütierte 2007 mit der Kurzgeschichtensammlung Produkt uboczny, die im Verlag Fabryka Słów veröffentlicht wurde. Seitdem hat er zahlreiche Romane und mehrere Dutzend Kurzgeschichten im Genre der Phantastik veröffentlicht, unter anderem in den Magazinen Science Fiction Fantasy i Horror sowie Nowa Fantastyka. Zudem ist er Autor von Kinder- und Jugendbüchern sowie von Sagen, die mit der Region verbunden sind, in der er lebt.
2023 wurde Tomasz Duszyński zum Ehrenbürger von Kłodzko ernannt.

## Auszeichnungen
Neben zahlreichen Nominierungen erhielt Duszyński bisher folgende Preise:
2021 erhielt er den Preis der Leser des Wielki Kaliber für den Roman Glatz. Kraj Pana Boga. Außerdem wurde er 2020 mit dem Publikumspreis Złoty Pocisk für den Retro-Krimi Glatz ausgezeichnet. 
Tomasz Duszyński war für die Romane Glatz und Człowiek bez przyszłości auf der Longlist zum Wielki-Kaliber-Preis und ebenda im Finale für Toksyczni (2020) und Małomiasteczkowy (2025)
2019 wurde sein Roman Glatz von der Jury des Krimifestivals Kryminalna Piła mit einer Ehrung bedacht und erhielt den Kryminalny Magiel-Preis für den besten Retro-Krimi des Jahres.

## Werke (Auswahl)

### Glatz-Reihe
| Nr. | Originaltitel (Erscheinungsjahr) | Deutscher Titel (Erscheinungsjahr)                                                                     |
| --- | -------------------------------- | --- |
| 1   | Glatz (2019)                     | Glatz (2024), dt. von Markus Schnabel, Jaron Verlag, Berlin, ISBN 978-3897738911                       |
| 2   | Glatz. Kraj pana Boga (2020)     | Glatz. Herrgottsländchen (2025), dt. von Markus Schnabel, Polente Verlag, Wien, ISBN 978-3-9505744-1-8 |
| 3   | Glatz. Zamieć (2021)             | Glatz. Rübezahl (2026), dt. von Markus Schnabel, Polente Verlag, Wien, ISBN 978-3-9505744-6-3          |
| 4   | Glatz. Goliat (2022)             | |
| 5   | Grzesznik ze Strehlen (2024)     | |